# Cerro Hudson
Cerro Hudson eller Volcán Hudson är ett berg i Chile.   Det ligger i provinsen Provincia General Carrera, i den södra delen av landet. Berget tillhör det Södra Vulkanbältet av Anderna och är dess mest aktiva vulkan, med sitt senaste utbrott 2011. Toppen på Cerro Hudson är 1 905 meter över havet, eller 752 meter över den omgivande terrängen. På toppen finns bland annat av en 10 kilometer bred isfylld krater.

## Vulkanisk aktivitet
Vid ett utbrott 1991 spreds vulkanisk aska över stora områden och orsakade förödelse och boskapsdöd i både Chile och Argentina. Lava rann från en 4 km lång spricka i berget och ett 800 m brett hål smälte fram i den annars isfyllda kratern. Det var ett av de största vulkaniska utbrotten i Chile under 1900-talet.
Det senaste utbrottet skedde i oktober 2011 då jordbävningar noterades och stora askmoln steg upp från tre hål i kratern.

## Geografi och klimat
Terrängen runt Cerro Hudson är huvudsakligen kuperad, men åt nordost är den bergig. Trakten runt Cerro Hudson är nära nog obefolkad, med mindre än två invånare per kvadratkilometer. Det finns inga samhällen i närheten.
I omgivningarna runt Cerro Hudson växer i huvudsak blandskog.